# Sportnet
Sportnet (ScreenSport in het Engels) was de eerste pan-Europese sportzender die uitzond van 1984 tot 1993 via satelliet en verdeeld werd door kabelmaatschappijen in Nederland en Belgisch Limburg. De zender werd in 1993 overgenomen door concurrent Eurosport.

## Oprichting met steun ESPN
De zender Screensport werd in 1981 opgericht door Bob Kennedy, een ervaren mediaman. Kennedy werd hierbij ondersteund door de Amerikaanse groep ABC/Capital Cities dat eigenaar was van de Amerikaanse sportzender ESPN en de ambitie had om ook in Europa uitzendingen te verzorgen.
Screensport begon op 29 maart 1984 met uitzenden, louter gericht op de Britse eilanden.
Screensport leed in zijn eerste jaar zware verliezen mede omdat de bekabeling in Engeland niet zo vlot verliep als gewenst en omdat het aantal schotelantennes mede door de prijs in de jaren 80 te laag uitvalt.
Kennedy liet zijn oorspronkelijke plan, zich uitsluitend richten op de Britse markt, varen en probeert op het Europese vasteland voet aan de grond te krijgen. Dit lukte in Nederland (dankzij de reeds uitgebreide bekabeling), Zweden en Finland, telkens landen waar de taalbarrière van het Engelstalige kanaal minder speelt.

## Overname door WH Smith Television
De financiële situatie verslechtert. Begin 1986 wordt WH Smith de grootste eigenaar van Screensport en neemt hij het beheer over van ABC/Capital Cities (ESPN) en Bob Kennedy.
WH Smith, van oorsprong een kantoorboekhandelketen, startte in 1983 een televisietak, WH Smith Television Group (vanaf 1989 WHSTV), waar deze zender werd ondergebracht.
Screensport slaat echter moeilijk aan in de Nederlandse huishoudens in tegenstelling tot andere pan-Europese televisiekanalen zoals Sky Channel of Super Channel. Sky en Super Channel bieden hun signaalprogramma’s gratis aan de Nederlandse en Vlaamse kabelexploitanten aan omdat ze vooral inkomsten uit advertenties puren.
Voor de inkomsten van Screensport was reclame van ondergeschikt belang: per uur wilde Screensport maximaal twee minuten reclame hebben. Daardoor dienden de kabelmaatschappijen per abonnee een bepaald bedrag aan Screensport te betalen dat doorgerekend diende te worden aan de eindconsument, wat de groei belemmerde.

## Groter bereik dankzij Astra-satelliet en meertaligheid: oprichting Sportnet
Screensport verschoofhet signaal eind 1989 naar de Astra-1A-satelliet en kon zo makkelijk het aantal kijkers opkrikken van 1 miljoen in 1988 naar vier miljoen in 1989.
In het najaar van 1988 gaat het management van WH Smith Television Group bovendien over tot een belangrijke koerswijziging. Het Engels werd als een barrière gezien voor de kijkers op het Europese vasteland. Daarom werd besloten ook uit te gaan zenden in het Frans, Duits en Nederlands, naar analogie met grote concurrent Eurosport.
In 1988 verscheen het Franstalige kanaal TV Sport, in 1989 het Duitstalige Sportkanal en een jaar, op 5 februari 1990 startte het Nederlandstalige Sportnet.

## Concurrentie met Eurosport
Screensport/Sportnet was begin 1989 niet meer de enige sportzender op de kabel of satelliet. Rupert Murdoch lanceert begin 1989 Sky Television Network, een pakket met vier zenders (Sky Channel, Sky News, Sky Movies en Eurosport) die via de Astra-satelliet worden uitgezonden.
Eurosport, dat op 5 februari 1989 van start ging, is een samenwerkingsverband van de Europese publieke omroepen (EBU) en Rupert Murdoch. Op de Nederlandse en Vlaamse kabel vervangt Eurosport gradueel Sky Channel.
Begin 1990 ontwikkelde zich een felle concurrentiestrijd tussen Sportnet en Eurosport. Eurosport schond volgens WH Smith de regels van het mededingingsrecht, mede omdat de zender zich onterecht voordeed als een publieke omroep en exclusief toegang kreeg tot de beelden van de onderliggende EBU-leden (nationale publieke televisiestations).
In Engeland leden Sky Television en zijn concurrent British Satellite Broadcasting (BSB) zware verliezen in 1990. Beide zenders fuserrden eind van dat jaar tot BSkyB. Sky neemt de sportzender The Sports Channel van BSB over. De sportzender kreeg in april 1991 een nieuwe naam, Sky Sports, waardoor binnen de Britse groep interne concurrentie ontstond en belangenconflicten optraden tussen het Britse en pan-Europese sportkanaal. Eurosport moet daarom op zoek naar een nieuwe partner.

## Eurosport op zwart: Sportnet profiteert onvoldoende
Eurosport werd in mei 1991 korte tijd op zwart gezet: de Europese Commissie oordeelde in februari dat Eurosport aan kartelvorming doet doordat deze sportzender het alleenrecht heeft op tv-beelden van de EBU en zo zelfs misbruik maakte van de geprivilegieerde positie die de onderliggende nationale Tv-omroepen hebben qua toegang tot consumenten en evenementen. De monopoliepositie van Eurosport zorgde er volgens de commissie voor dat Screensport, dat de klacht indiende, uit de markt werd gedrukt.
Eurosport krijgt tot 6 mei de tijd om de illegale situatie (kartelvorming van een commerciële zender met publieke netten waardoor er sprake is van concurrentievervalsing) te beëindigen. Bij het uitblijven van een oplossing dient de zender uit de ether te verdwijnen, wat ook effectief gebeurt.
Na het wegvallen van aandeelhouder Sky, dat in april 1991 uit Eurosport stapte, was het voor de EBU minder eenvoudig om tot een oplossing te komen voor het kanaal. Er wordt achter de schermen aan een terugkomst van de zender gewerkt waarbij tevens een nieuwe partner moet gevonden worden die kan voldoen aan de eisen die de Europese Commissie stelt. Deze partner wordt finaal gevonden in het Franse TF1, dat de plek van BSkyB in de joint venture overneemt. TF1 is weliswaar ook een private onderneming, maar de Europese Commissie vindt de keuze voor TF1 wel door de beugel kunnen. Op 22 mei 1990, iets meer dan twee weken na het stoppen van de uitzendingen, is Eurosport weer te zien in Europa. Door het tijdelijke wegvallen van Eurosport groeit het aantal consumenten met toegang tot Sportnet via de Nederlandse kabel explosief: van 2 miljoen naar 3,5 miljoen.

## Fusie met Eurosport
Ondanks de groei van Sportnet was er geen sprake van een feeststemming. WH Smith deed al zijn tv-activiteiten van de hand omdat het niet lukt om winst te maken. ScreenSport/Sportnet wordt door WH Smith overgedragen aan een consortium bestaande uit ESPN, Canal+,Générale d’Images en ABC/Capital Cities.
Sportnet en Eurosport leden in 1992 zware verliezen van respectievelijk ingeveer 35 miljoen en 15 miljoen euro. De verschillende partijen behorende tot het consortium achter Sportnet, inmiddels genaamd European Television Networks (ETN), zetten verschillende toekomststrategieën uiteen.
Uiteindelijk wordt besloten tot een fusie met Eurosport. Sportnet zendt op 28 februari 1993 voor het laatst uit.